# تحالف قوى التقدم (بنين)
تحالف قوى التقدم (بالفرنسية: Alliance des Forces du Progrès)‏ هو حزب سياسي في بنين.
في الانتخابات البرلمانية التي أجريت في 30 مارس 2003، كان الحزب جزءًا من الحركة الرئاسية، تحالف مؤيدي ماتيو كيريكو (الذي فاز في الانتخابات الرئاسية لعام 2001)، وفاز بمقعد واحد من 83 مقعدًا. في الانتخابات البرلمانية التي أجريت في 31 مارس 2007، فاز الحزب بمقعد واحد من أصل 83 مقعدًا.